# ブラジル移民
ブラジル移民（ブラジルいみん）は、ブラジルに移民すること、または、ブラジルに移民した人々を指す。

## 概要
1500年にポルトガル人のペードロ・アルヴァレス・カブラルによってブラジルが「発見」された当時、ブラジルの人口はおよそ240万人程であったと推定されている。その後ブラジルはポルトガルによって植民地化されるが、その後1822年に独立を勝ち取るまでおよそ6万人のポルトガル人がブラジルに移民したと考えられている。同時に労働力としてアフリカから奴隷貿易によって運ばれた黒人奴隷もまたブラジルの人口を構成することになった。
独立以降港が開放されるとポルトガル以外の移民も急増した。各国からのブラジル移民については以下参照。
- 日系ブラジル人
- アラブ系ブラジル人
- イタリア系ブラジル人
- レバノン系ブラジル人
- パレスチナ系ブラジル人
- アフリカ系ブラジル人
- ギリシャ系ブラジル人